# Новато
Новато (англ. Novato) — місто (англ. city) в США, в окрузі Марін штату Каліфорнія. Населення — 53 225 осіб (2020).

## Географія
Новато розташоване за координатами 38°5′6″ пн. ш. 122°32′55″ зх. д. / 38.08500° пн. ш. 122.54861° зх. д. (38.084925, -122.548730).  За даними Бюро перепису населення США в 2010 році місто мало площу 72,41 км², з яких 71,07 км² — суходіл та 1,34 км² — водойми.

## Демографія
Згідно з переписом 2010 року, у місті мешкали 51 904 особи в 20 279 домогосподарствах у складі 13 484 родин. Густота населення становила 717 осіб/км².  Було 21158 помешкань (292/км²).
Расовий склад населення:
| - 76,0 % — білих - 6,6 % — азіатів - 2,7 % — чорних або афроамериканців - 0,6 % — корінних американців - 0,2 % — вихідців з тихоокеанських островів - 9,0 % — осіб інших рас |

До двох чи більше рас належало 4,9 %. Частка іспаномовних становила 21,3 % від усіх жителів.
За віковим діапазоном населення розподілялося таким чином: 22,7 % — особи молодші 18 років, 61,6 % — особи у віці 18—64 років, 15,7 % — особи у віці 65 років та старші. Медіана віку мешканця становила 42,6 року. На 100 осіб жіночої статі у місті припадало 93,6 чоловіків;  на 100 жінок у віці від 18 років та старших — 90,1 чоловіків також старших 18 років.
Середній дохід на одне домашнє господарство  становив 111 096 доларів США (медіана — 78 439), а середній дохід на одну сім'ю — 133 632 долари (медіана — 100 471). Медіана доходів становила 66 101 долар для чоловіків та 53 279 доларів для жінок. За межею бідності перебувало 7,7 % осіб, у тому числі 8,7 % дітей у віці до 18 років та 6,8 % осіб у віці 65 років та старших.
Цивільне працевлаштоване населення становило 26 907 осіб. Основні галузі зайнятості: освіта, охорона здоров'я та соціальна допомога — 23,1 %, науковці, спеціалісти, менеджери — 14,1 %, роздрібна торгівля — 12,9 %.